# تلمبه سربرزی
تلمبه سربرزی یک منطقهٔ مسکونی در ایران است که در استان یزد واقع شده‌است. تلمبه سربرزی 237 نفر جمعیت و حدود۲۰ خانوار دارد که سال ۷۰ پرجمعیت ترین روستای منطقه بوده که کمک‌های انسان دوستانه زیادی به جبهه حق علیه باطل کرده(ماشینهای محصول کشاورزی هندوانه و خربزه و ...)